# Sahti

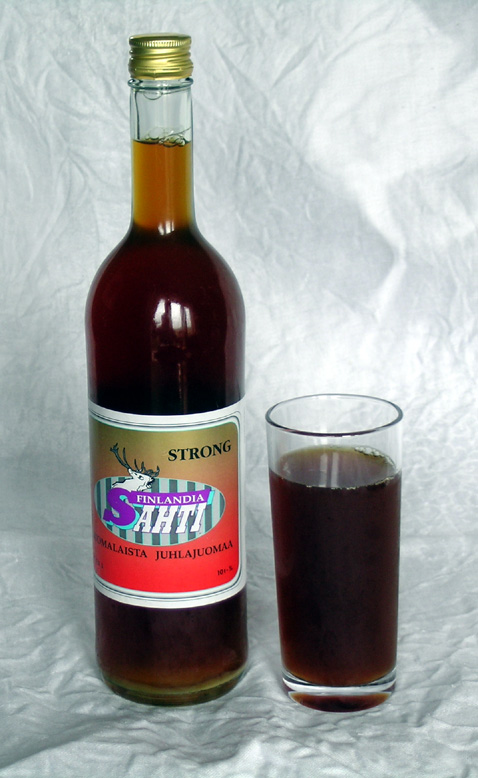
Sahti

Sahti är en ölsort som bryggs i Finland. Sahti smaksätts traditionellt med enbär istället för, eller som komplement till humle. På senare tid har sahti börjat produceras kommersiellt. Den bryggs dock inte som vanligt öl där man även kokar vörten efter mäskning, I sahti mäskar man endast. Detta ger drycken kort hållbarhet.